# 躲避飛盤
躲避飛盤（Dodgebee），一種以安全性為其最大的考量，並結合躲避球賽的部分規則及飛盤運動的投擲動作與飛盤飛行的新興運動。躲避飛盤本身是用泡棉製成的，外面又包上了一層尼龍布，質地十分柔軟。

## 歷史
由1995年在日本開始傳播的運動，陸續為日本各小學所廣泛接受。2005年臺灣飛盤高爾夫聯盟執行長陳冠宏先生，由日本引進。2008年舉辦第一屆全國賽（由中華民國飛盤協會主辦）總共有18隊報名參加，2025年全國賽則總共有20隊參加。
香港則於2015年引進躲避飛盤後，將其推廣至學界，2017年時已接觸多達100間中小學、社福機構及商公司，至今仍維持穩定的擴張速度，吸引大量成員加入此項運動同樂。

## 規則簡述
躲避盤的標準場地是長18公尺，寬9公尺，目前亞洲地區及台灣皆統一使用直徑27公分的飛盤。若躲避盤擊中對方內場選手即為淘汰，需在時間結束前將對手全數擊倒或時間到後，以內場剩餘選手作為分數，較高者為勝利方。若是被擊中，且無法將飛盤接住，需至己方外場；相反地，外場選手若成功擊中對方內場選手，即可獲得進入自己內場資格。

## 躲避飛盤運動的優點
1. 由尼龍、泡棉製造的躲避盤非常安全。不怕受傷。
2. 只需學會投擲及接盤，及簡單賽例已經可以進行比賽，容易上手。
3. 比賽過程不需要爭奪飛盤，身體接觸少，因此亦適合男女混合比賽。
4. 運動員之間的體格差距不會影響很大。例: 中學生跟小學生也可一起對賽。
5. 場地限制少，只需排球場的規格，或於室內、外劃出長方形的場地即可。
6. 比賽時間短而節奏快速，非常緊湊。

## 外部連結
- 日本躲避盤協會
- 香港躲避盤總會
- 躲避飛盤賽規則 []（页面存档备份，存于）
- 香港躲避盤聯會 []（页面存档备份，存于）
- 中華民國躲避盤運動協會 []*此為中華民國躲避盤運動協會唯一官方網站，長期無人更新及維護，目前已遭服務商下架。 （页面存档备份，存于）
- 香港躲避盤聯會 MEETUP[] （页面存档备份，存于）
- Asia Dodgebee Federation 亞洲躲避盤聯合會[] （页面存档备份，存于）